# Zabrops tagax
Zabrops tagax là một loài ruồi trong họ Asilidae. Zabrops tagax được Williston miêu tả năm 1883.